# Aparición de san Pedro a san Pedro Nolasco
Aparición del apóstol san Pedro a san Pedro Nolasco es una obra que formaba parte de una serie de veintidós lienzos sobre la vida de san Pedro Nolasco, realizados por Francisco de Zurbarán para el claustro de los Bojes del Convento de la Merced Calzada de Sevilla. El presente lienzo —junto con la Visión de san Pedro Nolasco y la Aparición de la Virgen a san Pedro Nolasco— constituye lo mejor de dicho conjunto, actualmente disperso entre varios museos y colecciones privadas.

## Tema de la obra
Este lienzo representa la aparición de san Pedro, consolando a san Pedro Nolasco —quien quería visitar la tumba del apóstol en Roma— y conminándole a proseguir su obra evangelizadora en España.

### Datos técnicos y registrales
- Madrid, Museo del Prado (n.º. de catálogo: P001237)[4]
- Pintura al óleo sobre lienzo;
- Dimensiones: 179 x 223 cm;
- Firmado y fechado, abajo en el centro: FRANCISCVS.ÐZVRBARN/FACIEBAT. I629;
- catalogado por Delenda con el n.º.16, y por Frati con el n.º.40.[5]

### Descripción de la obra
Este episodio había sido anteriormente representado en un dibujo de Jusepe Martínez, y en un grabado de Johann Friedrich Greuter, que a Zurbarán le debieron servir de base para el presente lienzo, donde muestra su habilidad para plasmar la expresión de las figuras, los valores táctiles y calidad de las texturas y el cromatismo de blancos y grises en composiciones austeras. El cuerpo del apóstol es de una rigurosa precisión anatómica, y su rostro constituye un verdadero retrato naturalista de un anciano. El perizonium es de un blanco deslumbrante, y el resplandor de la figura —que forma un aura dorada— ilumina la parte derecha del cuadro. San Pedro Nolasco aparece con los brazos abiertos, y lleva una capa marfileña con pliegues dorados, destacando sobre el fondo neutro y oscuro. La simplicidad de la composición en diagonal, la supresión de toda referencia espacial, y la monumentalidad de las figuras, crean un ambiente intemporal.

## Procedencia
1. Sevilla, Convento de la Casa Grande de la Merced Calzada, claustro de los Bojes;
2. Vendido a Manuel López Cepero (futuro deán de la Catedral de Sevilla) antes de 1810;
3. Cedido por él a Fernando VII en 1821 a cambio de varias pinturas de las colecciones reales;
4. Madrid, pasa de la Colección Real al Museo del Prado.[7]